# Duizendknoopfonteinkruid
Duizendknoopfonteinkruid (Potamogeton polygonifolius) is een vaste waterplant die behoort tot de fonteinkruidfamilie (Potamogetonaceae). De plant komt van nature voor in Europa en op Newfoundland.
Duizendknoopfonteinkruid bloeit van mei tot augustus met groene bloemen. De bloeiwijze is een aar. De aarsteel is dunner dan de stengel en overal even dik.
De vrucht is een 2-2,5 mm lang nootje, dat stomp en gekield is. De zaden zijn roodbruin.
De drijvende, 2-5 cm lange bladeren hebben een leerachtige bladschijf en een lange bladsteel. De nerven van de ondergedoken, doorschijnende bladeren zijn niet opvallend. De steunblaadjes zijn 1-5 cm lang. De plant wordt 10 tot 60 cm hoog en vormt een wortelstok. De plant komt voor op zandgronden in ondiep, voedselarm water en op periodiek droogvallende oevers.
Namen in andere talen
- Duits: Knöterich-Laichkraut
- Engels: Bog Pondweed
- Frans: Potamot à feuilles de Renouée